# Somlyócsehi-láp
A Somlyócsehi-láp (románul Balta Cehei) természetvédelmi terület Románia északkeleti részén, Szilágy megyében, a Kraszna folyó völgyében. A 18,20 hektárnyi területet 2000-ben nyilvánították védetté.

## Fekvése
A Somlyócsehi-láp a Kraszna folyó völgyében található, Somlyócsehi falu északnyugati részén, Szilágysomlyótól 4 kilométerre, a Somlyócsehit Somlyóújlakkal összekötő DJ 108F megyei és a Szilágysomlyó–Sarmaság-vasútvonal között.

## Fauna
A területen törpegém (Ixobrychus minutus), tőkés réce (Anas platyrhinchos), nádirigó (Acrocephalus arundinaceus), fehér gólya (Ciconia ciconia) és vízityúk (Gallinula chloropus) él. A kétéltűek közül megtalálható a sárgahasú unka (Bombina veriegata) és a vöröshasú unka (Bombina bomina), a hüllők közül a  zöld gyík (Lacerta viridis).

## Flóra
A Somlyócsehi-láp kedvező körülményeket nyújt a változatos, sok ritka fajt tartalmazó növényvilág kialakulásához. Megtalálható itt a hamvas fűz (Salix cinerea), mézgás éger (Alnus glutinosa) és kecskefűz (Salix caprea), valamint a békatutaj (Hydrocharis morsus-ranae), a vízmelléki csukóka (Scutellaria galericulata var. epilobiifolia), buborcsboglárka (Ranunculus sceleratus L.), közönséges rence (Utricularia vulgaris L.), közönséges nád (Phragmites australis) és a  gyékény (Typha latifolia).

## Képek

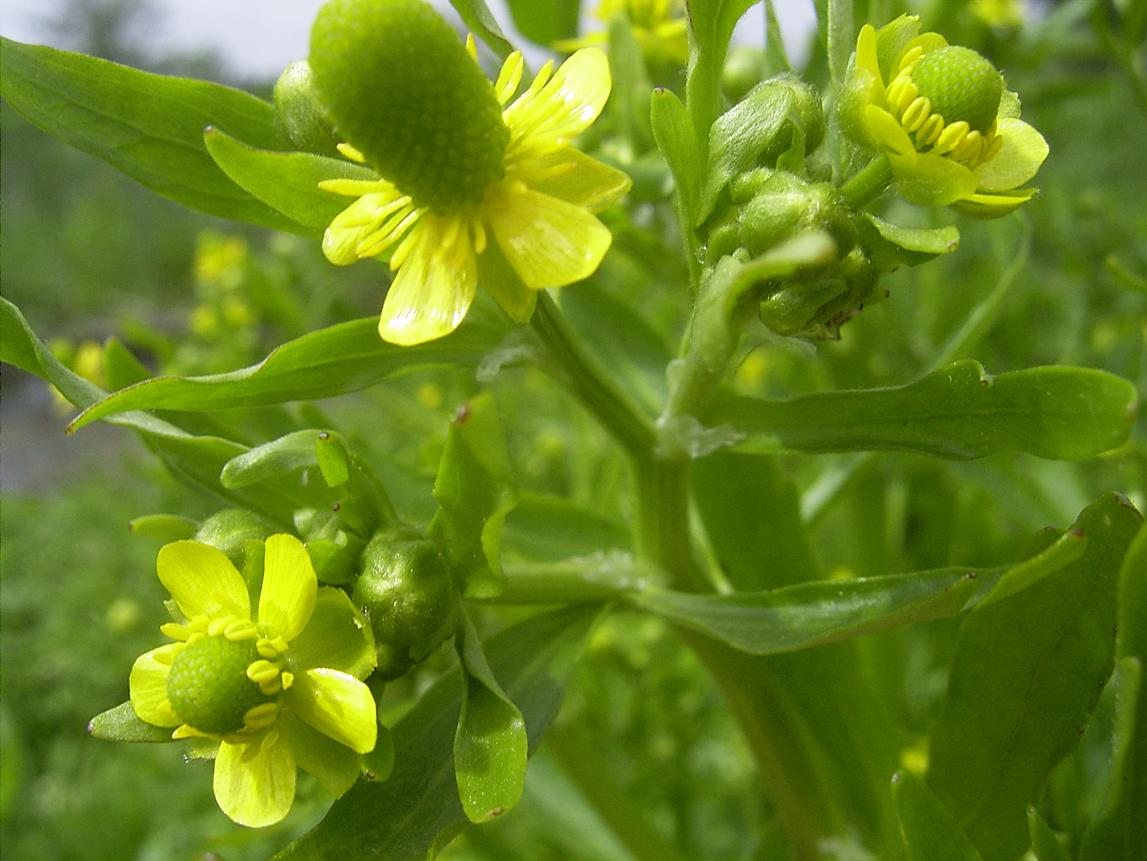
Vízmelléki csukóka
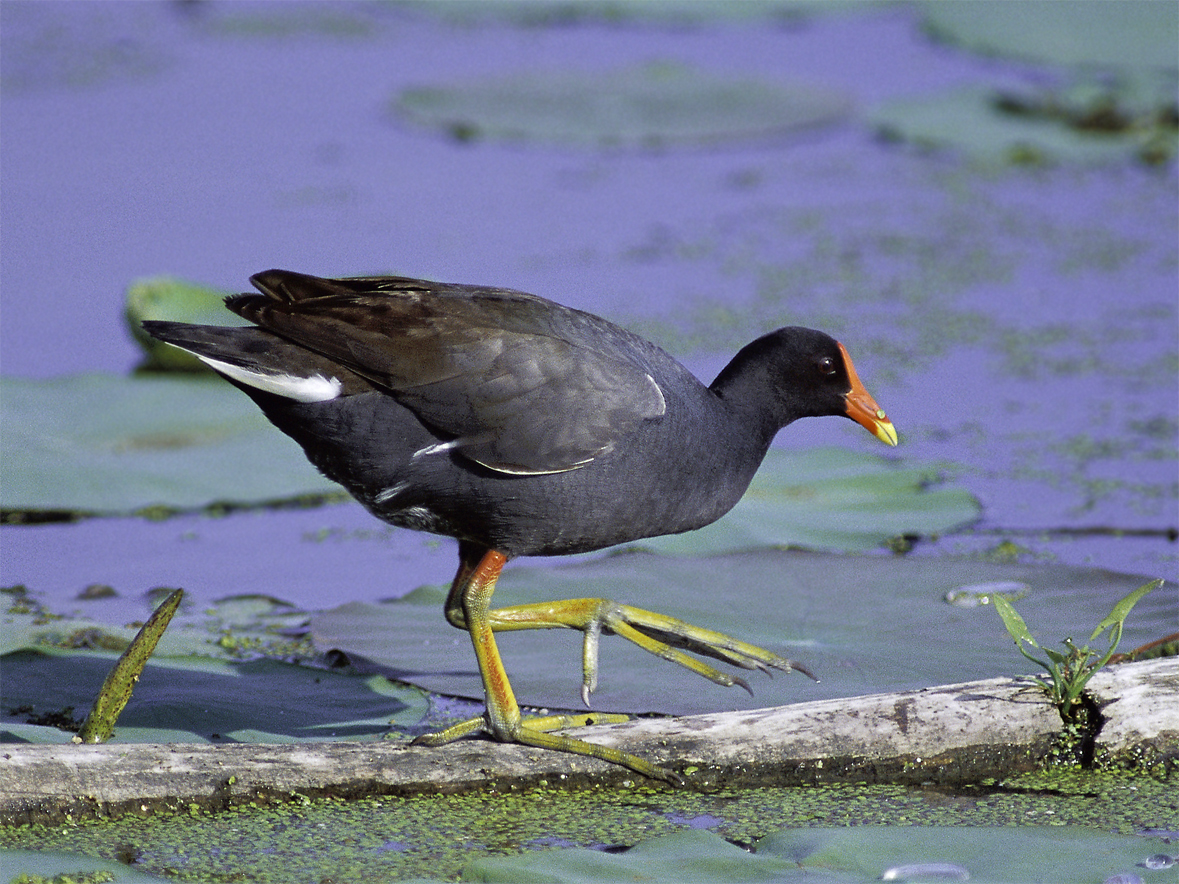
Vízityúk
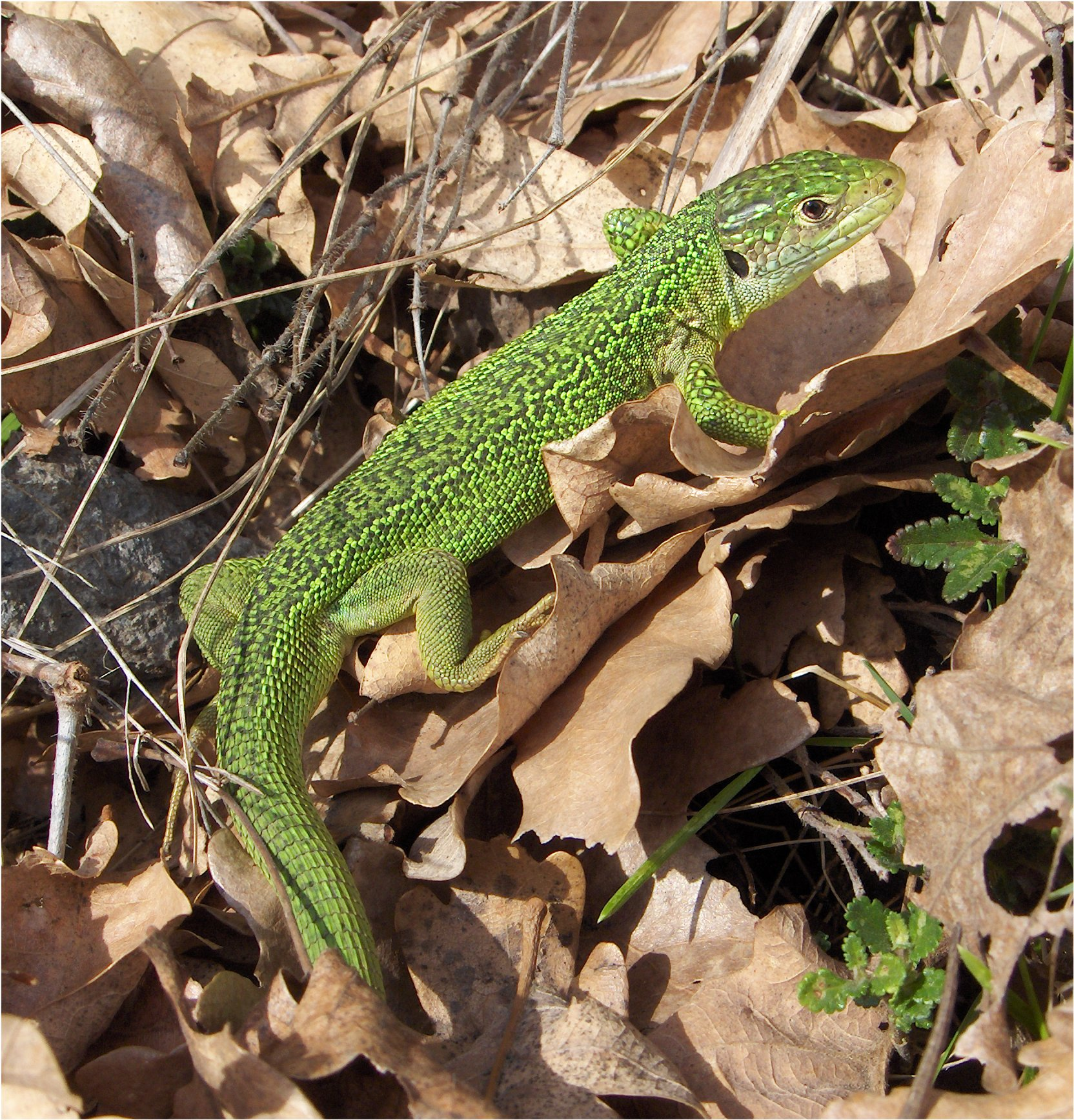
Zöld gyík

## Fordítás
- Ez a szócikk részben vagy egészben  a   Balta Cehei című román Wikipédia-szócikk ezen változatának fordításán alapul.  Az eredeti cikk szerkesztőit annak laptörténete sorolja fel. Ez a jelzés csupán a megfogalmazás eredetét és a szerzői jogokat jelzi, nem szolgál a cikkben szereplő információk forrásmegjelöléseként.
- Ez a szócikk részben vagy egészben  a   Cehei Pond című angol Wikipédia-szócikk ezen változatának fordításán alapul.  Az eredeti cikk szerkesztőit annak laptörténete sorolja fel. Ez a jelzés csupán a megfogalmazás eredetét és a szerzői jogokat jelzi, nem szolgál a cikkben szereplő információk forrásmegjelöléseként.